# Агентство Республики Казахстан по противодействию коррупции
Служба по противодействию коррупции Комитета национальной безопасности Республики Казахстан (Антикоррупционная служба) (каз. Қазақстан Республикасы Қазақстан Республикасы Ұлттық қауіпсіздік комитенінің Сыбайлас жемқорлыққа қарсы іс-қимыл қызметі) — является государственным органом по противодействию коррупции, непосредственно подчиненный и подотчетный Президенту Республики Казахстан, осуществляющим формирование и реализацию антикоррупционной политики Республики Казахстан и координацию в сфере противодействия коррупции, а также выявление, пресечение, раскрытие и расследование коррупционных правонарушений и иные функции в соответствии с законодательством Республики Казахстан. 30 июня 2025 года Указом Президента РК преобразована в Службу по противодействию коррупции КНБ РК.

## История
6 августа 2014 года, согласно Указу Президента Республики Казахстан № 883 «О мерах по дальнейшему совершенствованию системы государственного управления Республики Казахстан» было образовано Агентство Республики Казахстан по делам государственной службы и противодействию коррупции. Взамен упраздненного Агентства Республики Казахстан по борьбе с экономической и коррупционной преступностью.
11 декабря 2015 года было образовано Министерство по делам государственной службы Республики Казахстан как уполномоченный орган в сфере государственной службы и противодействия коррупции с передачей ему функций и полномочий по управлению имуществом и делами упраздняемого Агентства Республики Казахстан по делам государственной службы и противодействия коррупции. Агентство переименовано в Национальное бюро по противодействию коррупции
13 сентября 2016 года Министерство по делам государственной службы Республики Казахстан было реорганизовано в Агентство Республики Казахстан по делам государственной службы и противодействию коррупции. Национальное Бюро по противодействию коррупции обладал статусом ведомства в структуре Агентства по противодействую коррупции.
Указом Президента Республики Казахстан от 13 июня 2019 года № 12 в целях дальнейшего совершенствования системы государственной службы и противодействия коррупции Национальное бюро по противодействию коррупции (Антикоррупционная служба) Агентства Республики Казахстан по делам государственной службы и противодействию коррупции преобразовано в Агентство Республики Казахстан по противодействию коррупции (Антикоррупционную службу) как государственный орган, непосредственно подчиненный и подотчетный Президенту Республики Казахстан.
Агентство являлось правоохранительным органом, осуществляющим формирование и реализацию антикоррупционной политики Республики Казахстан и координацию в сфере противодействия коррупции, а также выявление, пресечение, раскрытие и расследование коррупционных правонарушений.
30 июня 2025 года Агентство Республики Казахстан по противодействию коррупции (Антикоррупционная служба) было реорганизовано, путем присоединения к Комитету национальной безопасности Республики Казахстан, с образованием ведомства — Служба по противодействию коррупции Комитета национальной безопасности Республики Казахстан, с полной передачей функций и полномочий расформированного Агентства.

## Председатели
- Кайрат Кожамжаров — с 6 августа 2014 года по 11 декабря 2015 года и с 13 сентября 2016 года по 11 декабря 2017 года, как Председатель Агентства по делам государственной службы и противодействию коррупции;
- Алик Шпекбаев — с 11 декабря 2017 года по 14 июня 2019 года как Председатель Агентства по делам государственной службы и противодействию коррупции, с 14 июня 2019 года по 16 апреля 2021 года, как Председатель Агентства Республики Казахстан по противодействию коррупции[5]
- Марат Ахметжанов с 16 апреля 2021 года по 25 февраля 2022 года[6][7].
- Олжас Бектенов с 25 февраля 2022 года по 3 апреля 2023 года[8].
- Жумагали, Асхат Жумагалиулы с 3 апреля 2023 года по 30 июня 2025 года[9]

## Структура
На 2025 год:

## Ведомственные награды
В соответствии с Указом Президента Республики Казахстан от 30 сентября 2011 года № 155 «О вопросах государственных символов и геральдики ведомственных и иных, приравненных к ним, наград некоторых государственных органов, непосредственно подчиненных и подотчетных Президенту Республики Казахстан, Конституционного Совета Республики Казахстан, правоохранительных органов, судов, Вооруженных Сил, других войск и воинских формирований» ведомственные наградами Агентства по противодействию коррупции (Антикоррупционной службы) считаются:
- Медали:
  - «Мінсіз қызметі үшін» (За безупречную службу) I, II, III степеней;
  - «Құқық тәртібін қамтамасыз етуге қосқан үлесі үшін» (За внесенный вклад в обеспечение правопорядка).
- Нагрудные знаки:
  - «Үздік қызметкер» (Отличный сотрудник) I, II степеней;
  - «Үздік қызметші» (Отличный служащий) I, II степеней.

- Медаль «За безупречную службу» 1 степени
- Медаль «За безупречную службу» 2 степени
- Медаль «За внесенный вклад в обеспечение правопорядка»